# Elisabeta Guzganu-Tufan
Elisabeta Guzganu-Tufan (Bucarest, 8 agosto 1964) è un'ex schermitrice rumena, specialista del fioretto, vincitrice di una medaglia d'argento ed una di bronzo nella scherma ai Giochi olimpici.